# Oedocephalum elegans
Oedocephalum elegans är en svampart som beskrevs av Preuss 1851. Oedocephalum elegans ingår i släktet Oedocephalum, ordningen skålsvampar, klassen Pezizomycetes, divisionen sporsäcksvampar och riket svampar.   Inga underarter finns listade i Catalogue of Life.